# Hugo von Feilitzen
Olof Otto Hugo Johannes von Feilitzen, född 24 juni 1854 i Stockholm, död där 19 januari 1887, var en svensk språkforskare. Han var son till Otto von Feilitzen. 

## Biografi
Efter mogenhetsexamen vid Nya elementarskolan blev von Feilitzen 1873 student vid Uppsala universitet. År 1878 blev von Feilitzen filosofie kandidat, 1883 filosofie licentiat och samma år docent i romanska språk vid Uppsala universitet. År 1885 blev han filosofie doktor. von Feilitzen, som var lärjunge till Wendelin Foerster i Bonn samt till Gaston Paris och Paul Meyer i Paris, höll mot slutet av sitt liv föreläsningar i Göteborg. Han utgav ett flertal översättningar från romanska språk, liksom läroböcker i franska och italienska.